# Emmerin
Emmerin é uma comuna francesa na região administrativa de Altos da França, no departamento do Norte. Estende-se por uma área de 4.91 km². Em 2010 a comuna tinha 3 165 habitantes (densidade: 644,6 hab./km²).